# Estadio Imarat
El Estadio Imarat (en azerí: İmarət stadionu) inaugurado en el año 1952, fue un estadio de usos múltiples en la localidad de Agdam, que entonces estaba controlada por Azerbaiyán. El estadio fue inaugurado oficialmente en 1952 y era usado como estadio del club FK Qarabağ. El estadio fue destruido por los bombardeos de las fuerzas militares armenias durante la guerra de Nagorno-Karabaj, conflicto que involucró también a Azerbaiyán. El espacio donde se encontraba el estadio que fue demolido en 1993 ahora es controlado por la República independiente de facto de Nagorno Karabaj.